# SPQ-9雷达
SPQ-9雷达是美国研制的一型多用途对海搜索和射控雷达，为X波段的脉冲多普勒雷达。有初始型SPQ-9A和改进型SPQ-9B雷达两种。由诺斯洛普·格鲁门开发。
在美军JETDS命名系统中为AN/SPQ-9，其中AN指“陆军-海军”（army-navy），后三个字母组合即“安装系统+设备类型+目的”，S指代海基（surface），P指雷达，Q指代特殊或多重的使用目的。

## SPQ-9A型

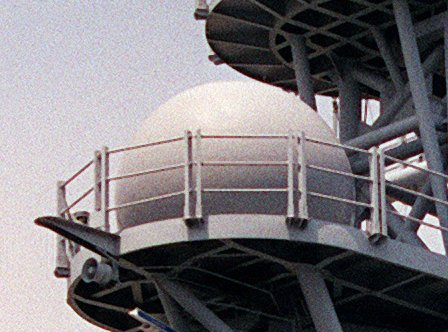
美國海軍聶高信號驅逐艦(DD-982)上的AN/SPQ-9A雷達

SPQ-9A起初是用作Mk-86舰炮射控系统的搜索和跟踪雷达，使得该系统可以同时追踪4个目标。该雷达将抛物面天线置于直径300 厘米的天线罩之中，旋转扫描频率为每分钟60转。其为二维对海搜索雷达，只提供方位和距离信息，不提供仰角信息。。其主要用于海军炮火支援、反水面战和有限的防空对战。
1970年，该型雷达获得了初始作战能力。该型雷达被安装到斯普鲁恩斯级驱逐舰、紀德級驅逐艦、提康德罗加级导弹巡洋舰、直昇機登陸突擊艦上，搭配Mk 45艦砲或者標準一型、標準二型导弹使用。

## SPQ-9B型

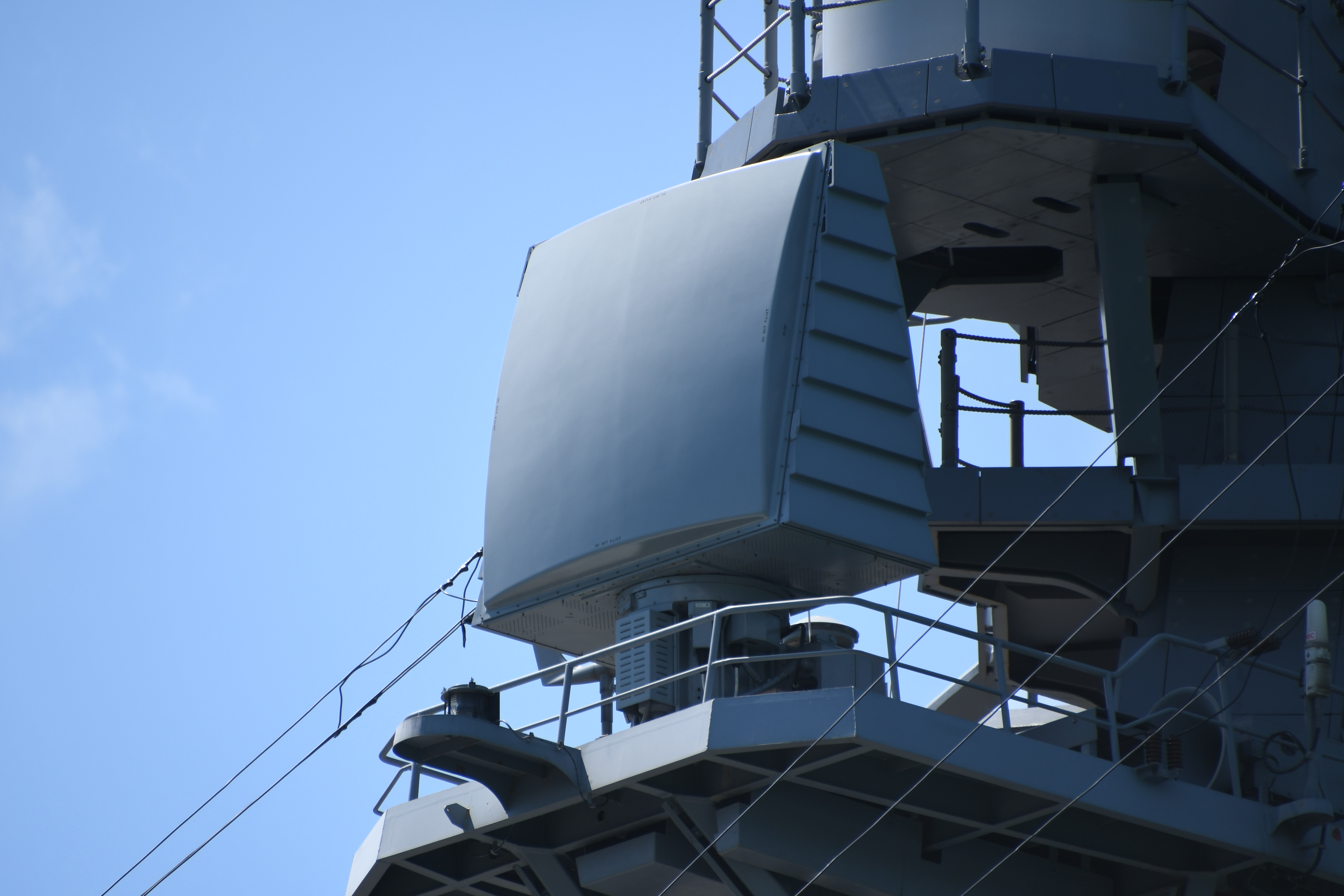
海上自衛隊愛宕號護衛艦(DDG-177)上的AN/SPQ-9B雷達

SPQ-9B型是SPQ-9A型的升级版，着重提升了探测掠海飞行、小雷达散射截面的巡航导弹的能力，可以在沿海地区和高杂波环境中使用。天线改用雙面接背式的電子掃描陣列雷達，旋转扫描频率为每分钟30转，有对空、对海和信标应答（beacon）三种模式。该型可以扫描到地平线，能够同时自动进行空中和水面目标检测，跟踪低空飞行的反舰巡航导弹、水面舰艇威胁以及低速飞行的固定翼机、无人机和直升机。于2002年在斯普鲁恩斯级驱逐舰DD-972奥登道夫号上完成评估测试。
SPQ-9B型可以作为探测设备单独工作，也可以与舰艇自卫系统、神盾戰鬥系統集成，提供反舰巡航导弹来袭预警。其可以与长程S波段的AN/SPY-1雷達或更新型的AN/SPY-6雷達搭配使用，以补上近距离高分辨扫描的能力。

## 各国舰艇
- 美國海軍
  - 加利福尼亞級核動力導彈巡洋艦
  - 斯普鲁恩斯级驱逐舰
  - 維珍尼亞級核動力導彈巡洋艦
  - 塔拉瓦級兩棲突擊艦
  - 提康德罗加级导弹巡洋舰
  - 紀德級驅逐艦
  - 聖安東尼奧級兩棲船塢運輸艦
  - 美国级两栖攻击舰
  - 阿利·伯克級驅逐艦
  - 尼米茲級核動力航空母艦
  - 衣阿华级战列舰（1980年代加装）
  - DDG(X)
- 美国海岸警卫队
  - 传奇级巡逻舰
- - 霍巴特级驱逐舰
- 德國聯邦國防軍海軍
  - 吕特晏斯级驱逐舰（英语：Lütjens-class destroyer）（加装）
- 海上自衛隊
  - 爱宕级驱逐舰（14/15DDG）
  - 摩耶级护卫舰（27/28DDG）
- 中華民國
  - 基隆級驅逐艦